# Basra Internationaal Stadion
Het Basra Internationaal Stadion (Arabisch: مدينة البصرة الرياضية) is een groot sportcomplex in de Iraakse stad Basra.
Het sportcomplex is gebouwd met het oog op de Golf Cup of Nations 2013. Dit toernooi is destijds om veiligheidsredenen verplaatst naar Bahrein, maar de bouw van het sportcomplex, waarmee in 2009 begonnen is, was toen al in een vergevorderd stadium; de opening van het complex vond plaats op 12 oktober 2013. De sportstad omvat een stadion met een capaciteit van 65.000 toeschouwers, een stadion voor 20.000 toeschouwers, vier trainingsvelden, vier vijfsterrenhotels, een zwemstadion en andere sportfaciliteiten.